# Vidi aquam

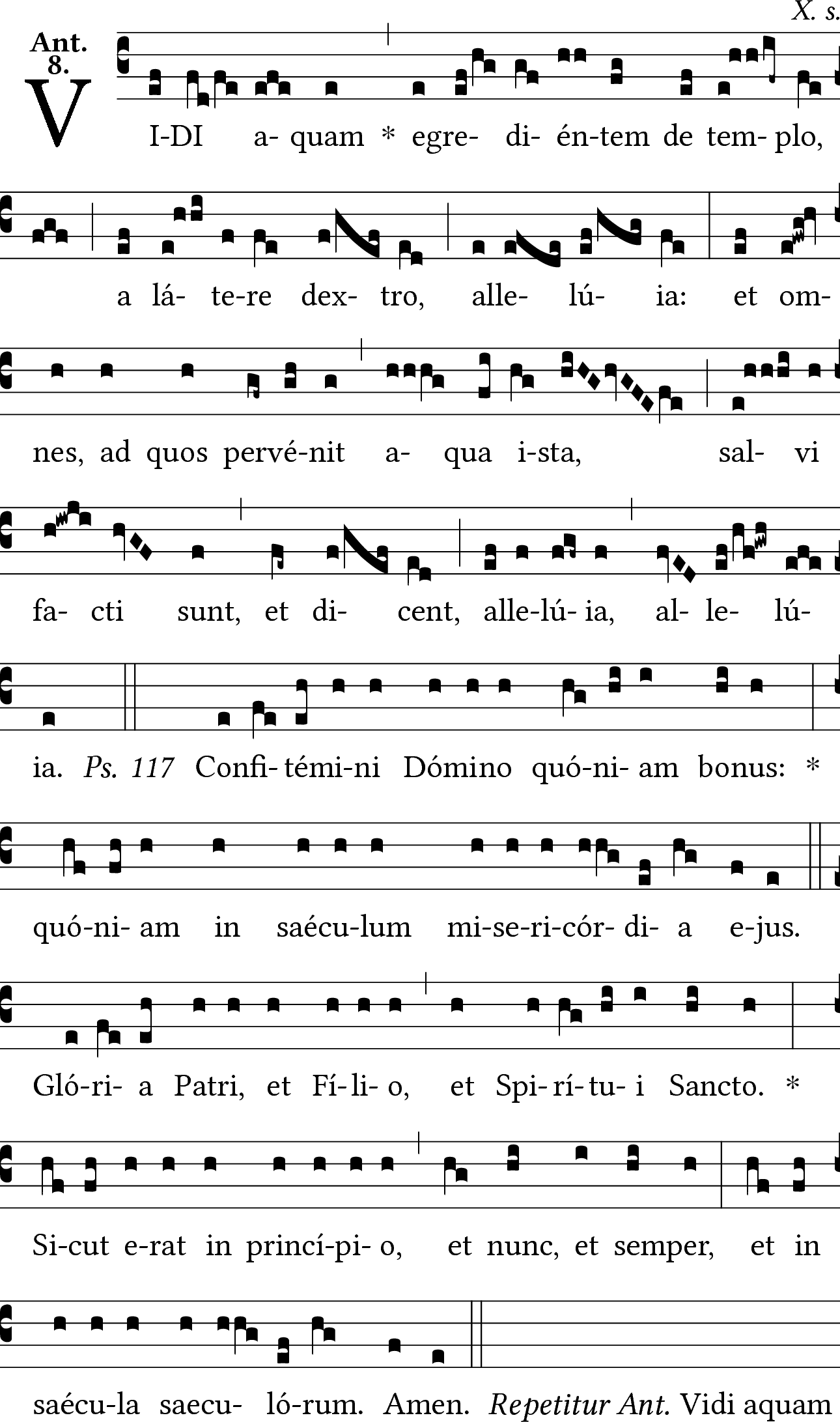
Notový zápis antifony v latině

Vidi aquam je antifona užívaná při asperges v době Velikonoční, kdy nahrazuje antifonu Asperges me. V jednotném kancionálu je zařazena pod názvem Viděl jsem pramen vody s číslem 587.

## Text
Text antifony vychází ze zjevení proroka Ezechiela. Výchozí pasáží je Ez 47 (Kral, ČEP)
| „                        | Přivedl mě znovu ke vchodu do domu. A hle, zespodu prahu domu vytékala k východu voda; průčelí domu je totiž obráceno k východu a voda tekla dolů zpod pravého boku domu na jižní straně oltáře. A vyvedl mě branou severní a vedl mě venku okolo k vnější bráně směrem na východ. A hle, voda se řinula z pravého boku domu. | “ |
| — Ez 47, 1-2 (Kral, ČEP) | |   |

| Latinsky Vidi aquam egredientem de templo a latere dextro, alleluia Et omnes ad quos pervenit aqua ista salvi facti sunt Et dicent: alleluia, alleluia. |  | Česky Viděl jsem pramen vody, který vyvěral z chrámu na pravé straně, aleluja. A všichni, k nimž voda dosáhla, byli uzdraveni a volají: aleluja, aleluja. |